# Юнка (деревня)
 Юнка  — деревня в Кумёнском районе Кировской области в составе Вичевского сельского поселения.

## География
Расположена на расстоянии примерно 9 км на север-северо-восток от районного центра поселка Кумёны.

## История
Известна с 1763 года как займище Мичинское (позже Мячинское) с населением 74 жителя (в основном монастырские крестьяне). В 1873 году в займище (Мячинское или Поддырское, Поддырок) дворов 19 и жителей 165, в 1905 (уже деревня Поддырок) 25 и 156, в 1926 (Поддырок или Мячинское) 32 и 147, в 1950 (уже Юнка) 26 и 100, в 1989 15 жителей.

## Население
Постоянное население составляло 3 человека (русские 100%) в 2002 году, 2 в 2010.